# Glypta glypta
Glypta glypta är en stekelart som först beskrevs av William Harris Ashmead 1906.  Glypta glypta ingår i släktet Glypta och familjen brokparasitsteklar. Inga underarter finns listade i Catalogue of Life.